# Foliación (geología)

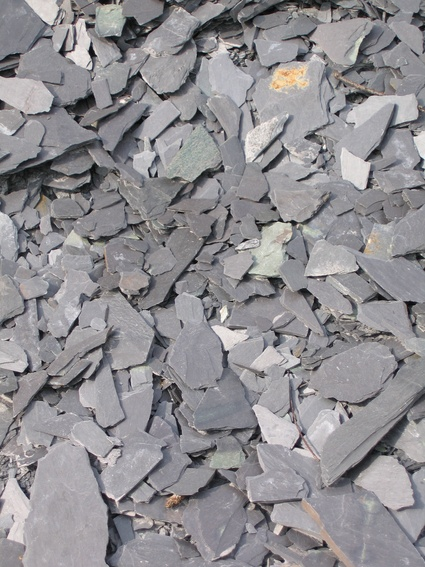
Ejemplo de foliación planar en pizarras.

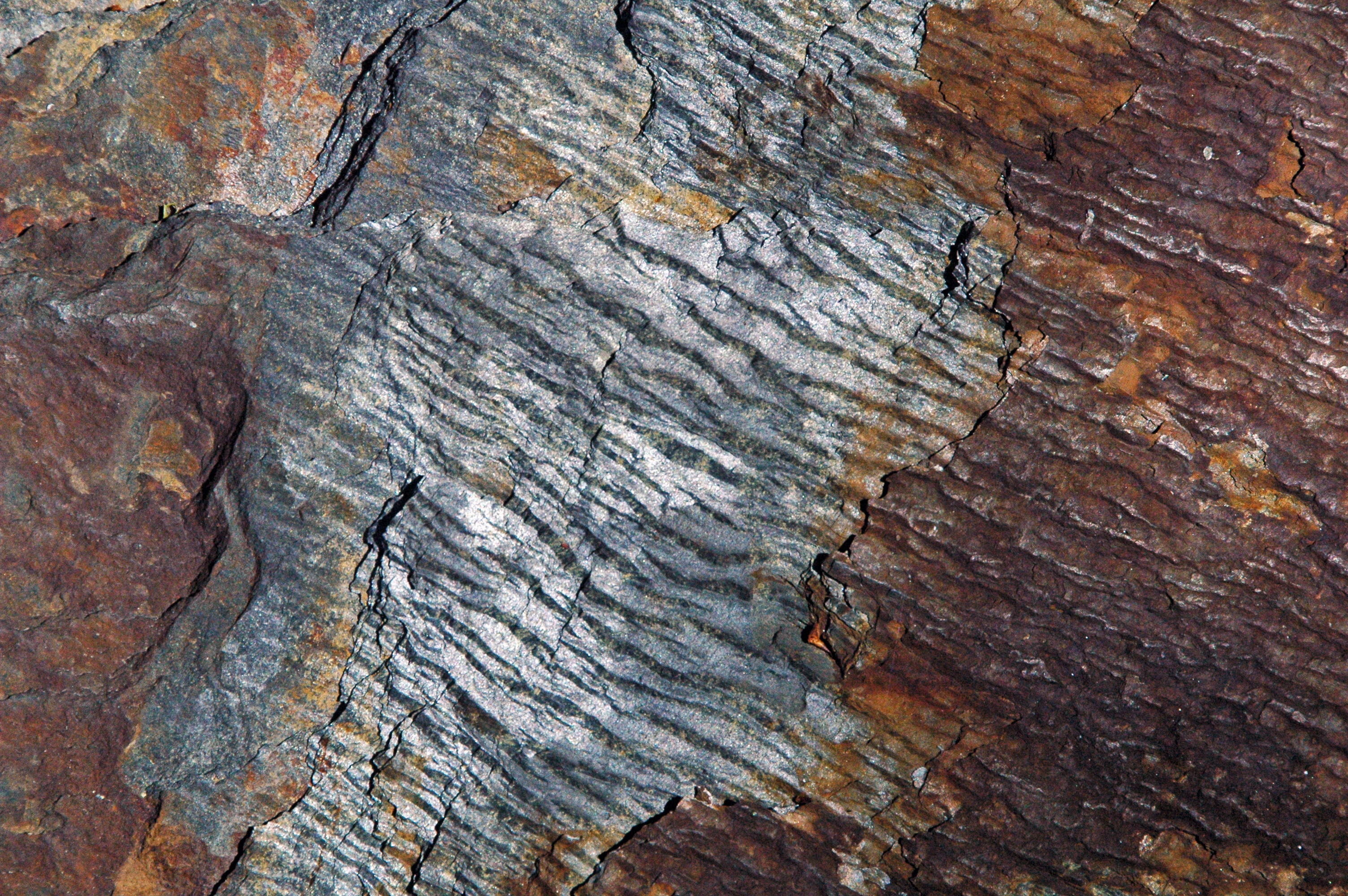
Filitas con foliación deformada.

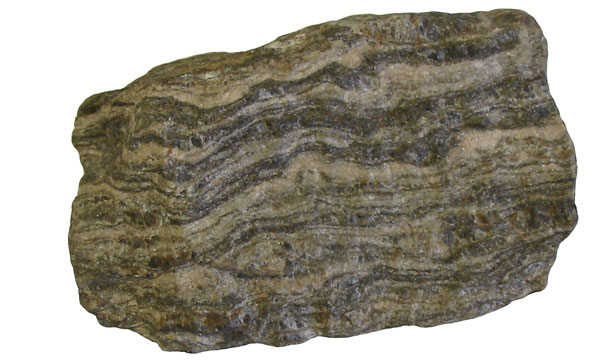
El gneis es un tipo de roca que presenta foliación pero carece de clivaje.

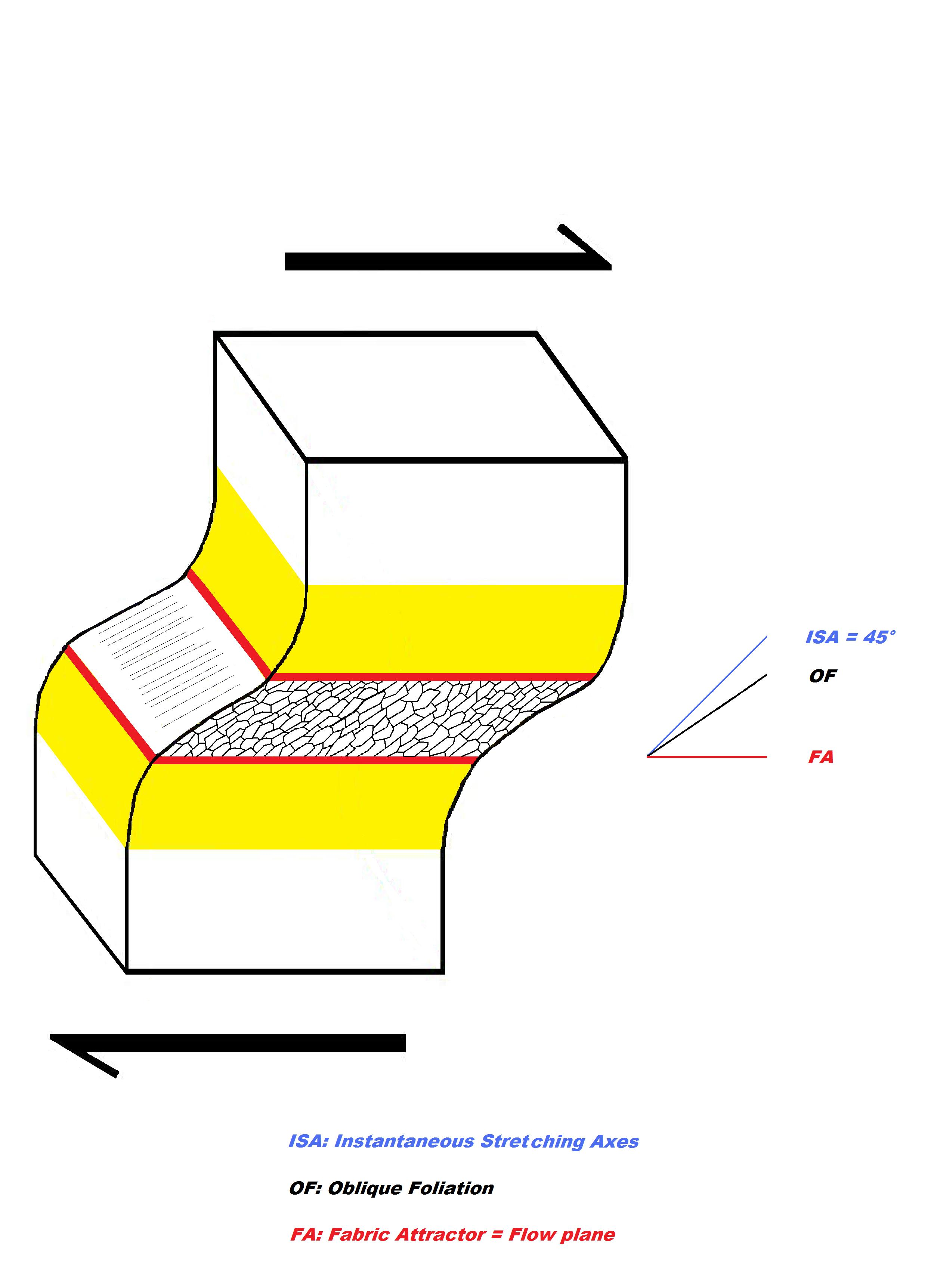
Diagrama mostrando una capa rica en cuarzo desarrollando foliación oblicua en una zona de cizalla dextral.

Se denomina foliación a la disposición planar y paralela de minerales o agregados minerales de manera pervasiva o penetrativa en rocas. Este rasgo se puede originar de varias formas que no siempre son fáciles de distinguir por lo que el término foliación es considerado como un descriptivo. Aun así, la foliación se asocia generalmente al proceso de metamorfismo. La foliación es una característica mesocópica, es decir que en gran medida se puede ver a simple vista pero ciertos aspectos son microscópicos.
La foliación se puede clasificar por si tiene clivaje o no y de tenerlo por el tipo de clivaje. Las rocas con capas composicionales similares a la estratificación como el gneis son un ejemplo de rocas foliadas sin clivaje.
Se distinguen dos tipos de clivaje principales dependiendo de si los microlitones (microbloques en entre los planos de clivaje) son visibles a simple vista (clivaje disyuntivo) o no (clivaje continuo):
1. Clivaje continuo
  1. Pizarrosidad
  2. Estructura filítica
2. Clivaje disyuntivo
  1. Clivaje espaciado
  2. Clivaje de crenulación
  3. Clivaje de crenulación discreto

Las diaclasas no se suelen considerar dentro de las foliaciones al ser demasiado espaciadas entre sí.
El equivalente lineal de la foliación es la lineación.  Es común que en un plano de foliación se aprecien uno o dos sistemas de lineaciones. Ocurre, pero es raro que una roca que presenta lineación carezca de foliación.
Según su origen las foliaciones pueden ser primarias o secundarias.

## Foliaciones primarias
Las foliaciones primarias son aquellas que se forman al enfriarse rocas ígneas o al depositarse sedimentos. Un ejemplo de foliación primaria es el bandeado de flujo que se observa en algunas producidas por el enfrimiento de magma. En los sedimentos y rocas sedimentarias las estratificaciones finas son también un tipo de foliación primaria. La estratificación se observa en ocasiones fácilmente en rocas metamórficas de bajo grado metamórfico, sin embargo a mayor grado es difícil si no imposible identificarla. Dicha dificultad es ya sea por la transposicón de microlitones, recristalización o algún otro proceso que haya obliterado la estratificación.
Durante la diagénesis la compactación de un sedimento puede foliar a este dando origen a foliación diagénetica. Los sedimentos ricos en arcilla  o pelíticos son propensos a este tipo de foliación.

## Foliaciones secundarias
Las foliaciones secundarias son aquellas que se forman con posterioridad, como lo son por ejemplo muchas de las foliaciones observadas en rocas metamórficas. A menudo se considera la foliación secundaria como el producto de deformación dúctil pero esto no siempre es el caso. La mayor parte de las foliaciones secundarias son foliaciones tectónicas que originan producto de tensiones tectónicas. Estas foliaciones pueden corresponder a esquistosidad, clivajes, foliaciones miloníticas y bandeado gneísico.
En rocas metamórficas la foliación dependende en gran medida de la mineralogía de la roca madre y del grado de metamorfismo.
- Pizarrosidad: Minerales planares y bajo grado de metamorfismo. Por ejemplo la pizarra.
- Esquistosidad: Metamorfismo de grado medio-alto. Un ejemplo es el esquisto.
- Bandeado gneísico: El grado de metamorfismo es alto, produciéndose la segregación de los minerales en capas. Por ejemplo el gneis.

En un mismo evento de deformación una roca anteriormiente homogénea en cuanto a su estructura interna puede pasar a desarrollar distintos tipos de foliación con orientaciones variadas. La foliación formada en una zona de esfuerzo cortante progresivo típicamente no es trazable a un momento particular de la historia de deformación de la masa rocosa.

### Foliación secundaria y plegamientos
Se considera que los mismos esfuerzos que producen plegamientos también pueden producir foliación y vice-versa. A modo general la orientación de la foliación tiende a coincidir con el plano axial del plegamiento, o al menos ser sub-paralela. Cuando la foliación es subparalela puede tener una disposición den abanico en torno al plano axial del plegamiento ya sea convergiendo o divergiendo hacia la charnela. La foliación asociada a un mismo plegamiento puede variar de orientación según el tipo de roca (litología) en la que se desarrolla. A este cambio según litología se le llama refracción.
Donde ha habido deformación intensa algunos pliegues tienen los flancos deformados a tal modo que adelgazan y convergen con la foliación hasta desaparecer. Dichos pliegues se conocen como pliegues intrafoliales desarraigados. Si los flancos se mantienen, aunque delgados, uniendo varias charnelas se le llama simplemente pliegue intrafolial.